# Citadel New Military Cemetery de Fricourt
Le Citadel New Military Cemetery (Nouveau cimetière militaire de la citadelle) est un cimetière militaire de la Première Guerre mondiale, situé sur le territoire de la commune de Fricourt, dans le département de la Somme, au nord-est d'Amiens.

## Localisation
Ce cimetière est situé à environ 2 km du centre du village, à l’extrême sud du terroir communal, près du rond-point des
D 329 et D 147, au lieu-dit Le Fossé Marie.

## Histoire

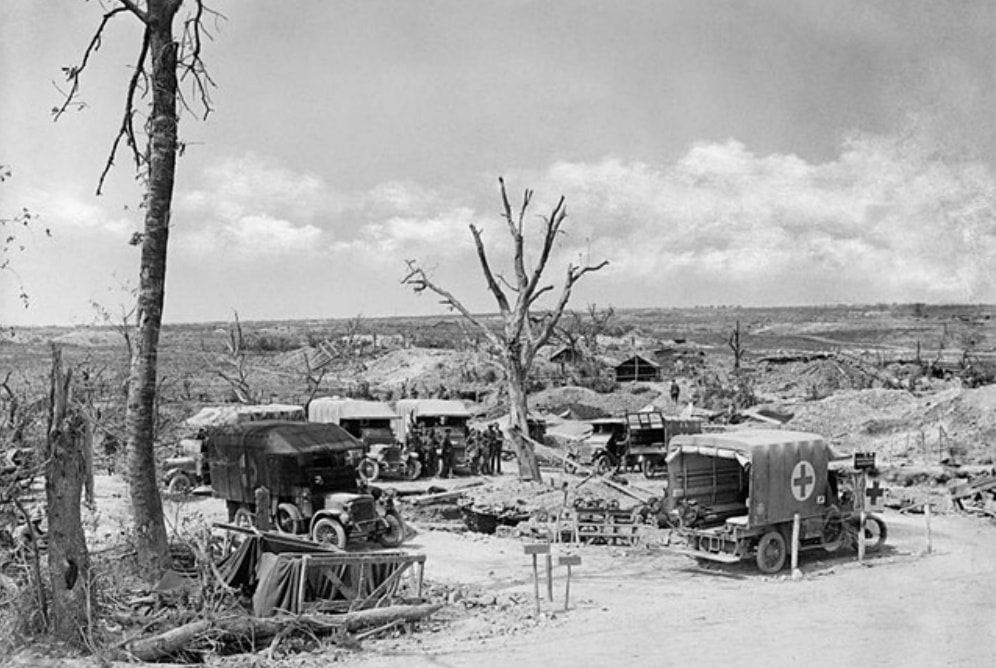
Poste de secours de l'armée anglaise à Fricourt en 1916.

Le village de Fricourt est prise par la 17e division le 2 juillet 1916 mais la partie sud de la commune, dans laquelle se situe ce cimetière, est déjà aux mains des Alliés depuis la veille. Sur la route de Fricourt à Bray, avant qu'elle n'atteigne le sommet du plateau, se trouvent deux points à 71 mètres d'altitude, connus à l'armée sous les noms de 71 Nord et 71 Sud. Un peu plus loin se trouvait un élément connu sous le nom de Citadelle.
Le cimetière se trouve dans la partie nord d'une vallée allant de Fricourt à la Somme, connue en 1916 sous le nom de "Happy Valley". Il a été commencé par les troupes françaises et à partir d'août 1915, lorsque les premières sépultures du Commonwealth ont été faites, il était connu sous le nom de cimetière militaire de la Citadelle (Point 71). Il a été utilisé jusqu'en novembre 1916. La grande majorité des inhumations ont été réalisées à partir d'ambulances de campagne avant les batailles de la Somme. À l'automne 1916, la Citadelle devint un grand camp pour les unités retirées de la ligne.
Le cimetière contient 380 sépultures du Commonwealth de la Première Guerre mondiale, dont 17 non identifiées.
Le cimetière a été conçu par Sir Edwin Lutyens.

## Caractéristiques
Ce cimetière a un plan rectangulaire de 100 m de longueur sur 25 m. Il est entouré d'un mur de pierre.

## Galerie

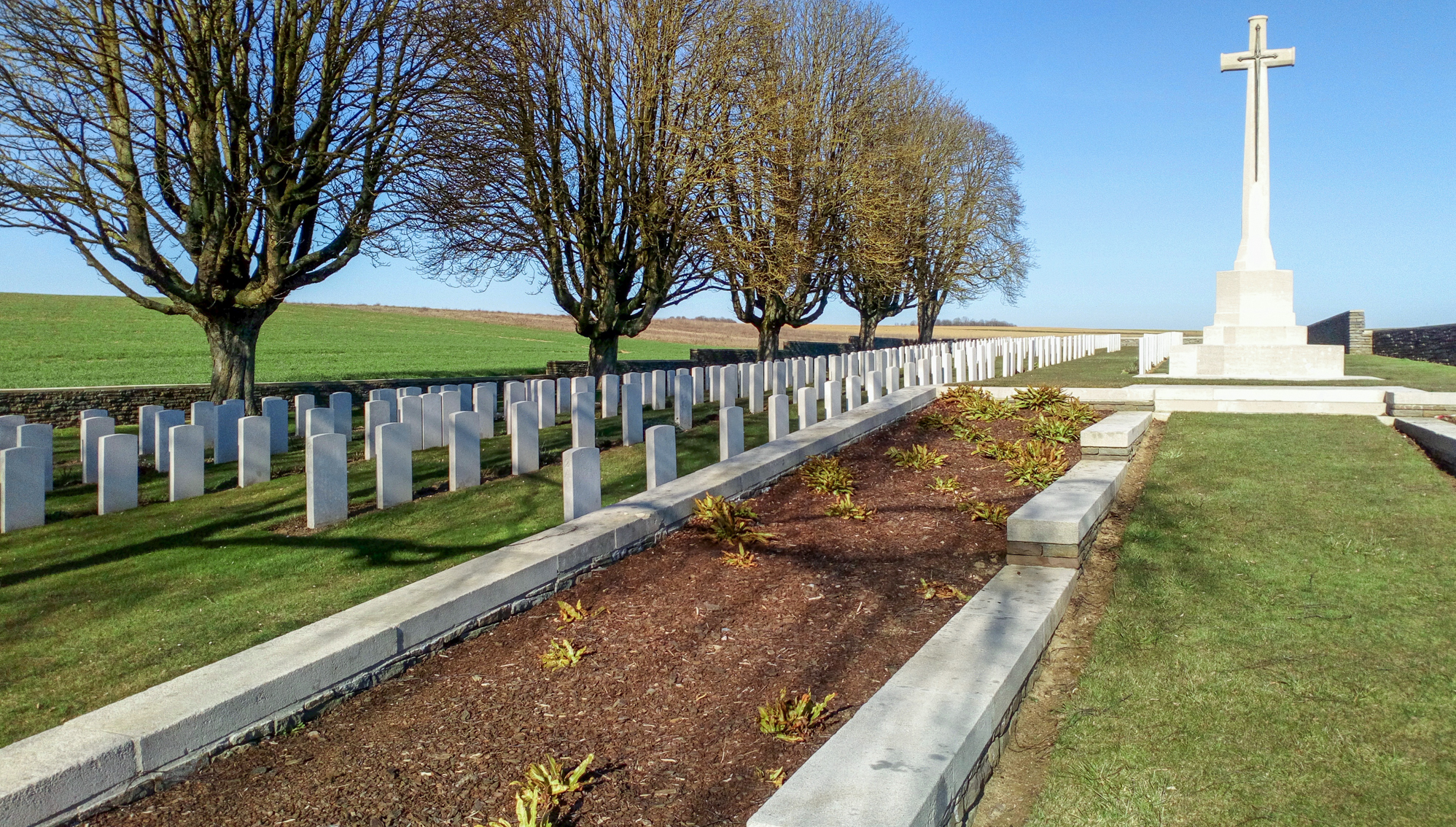
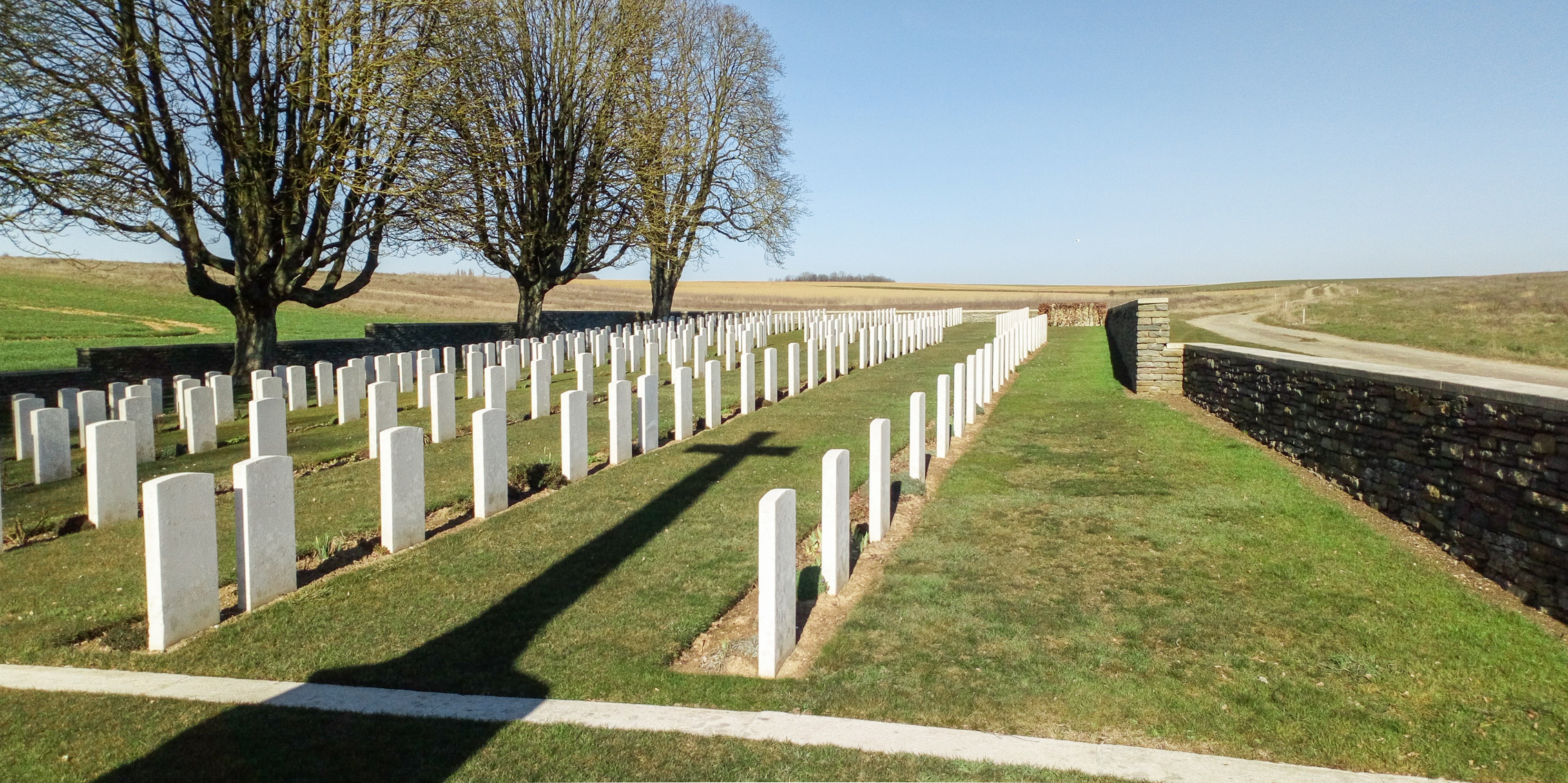
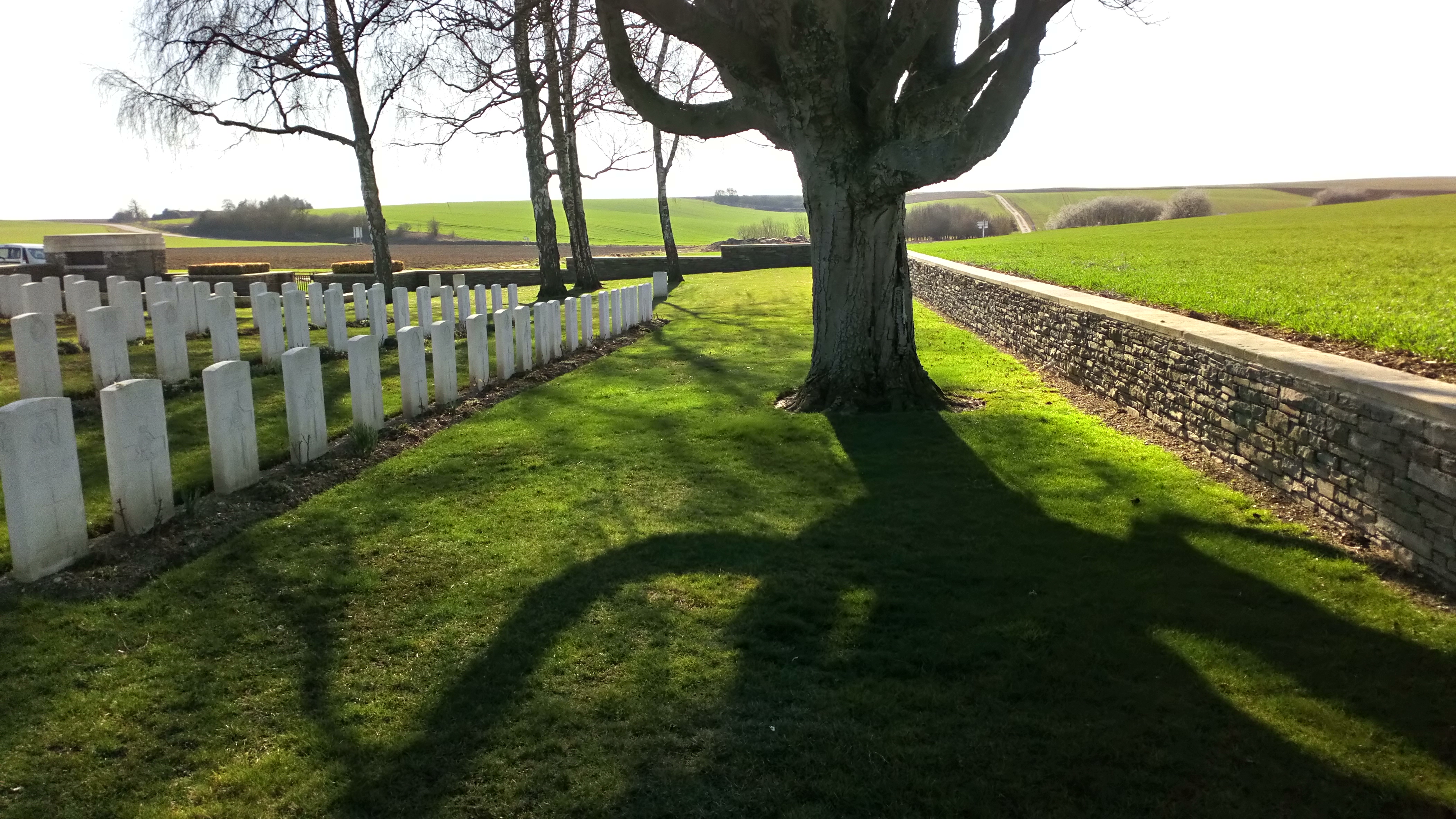
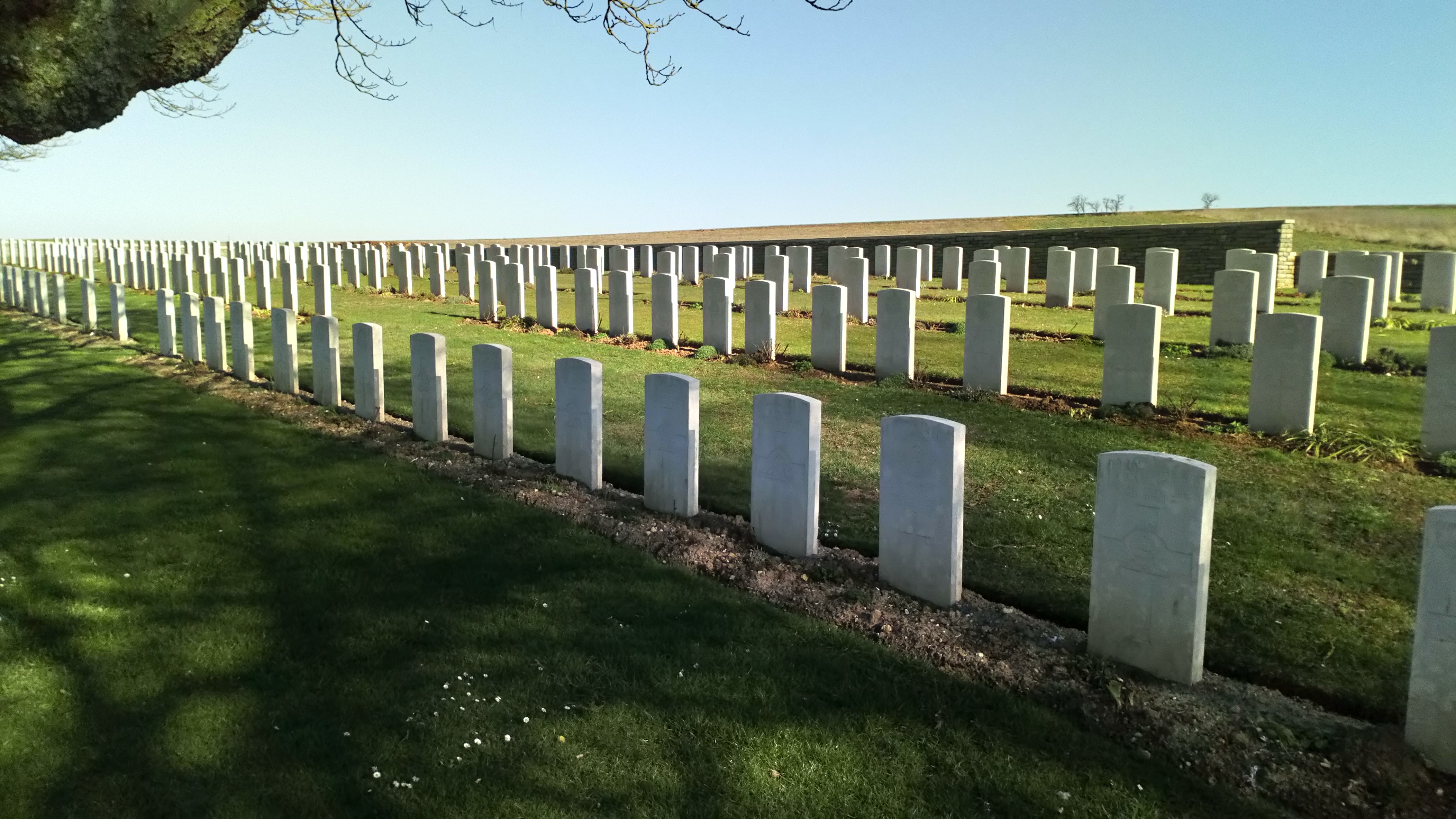
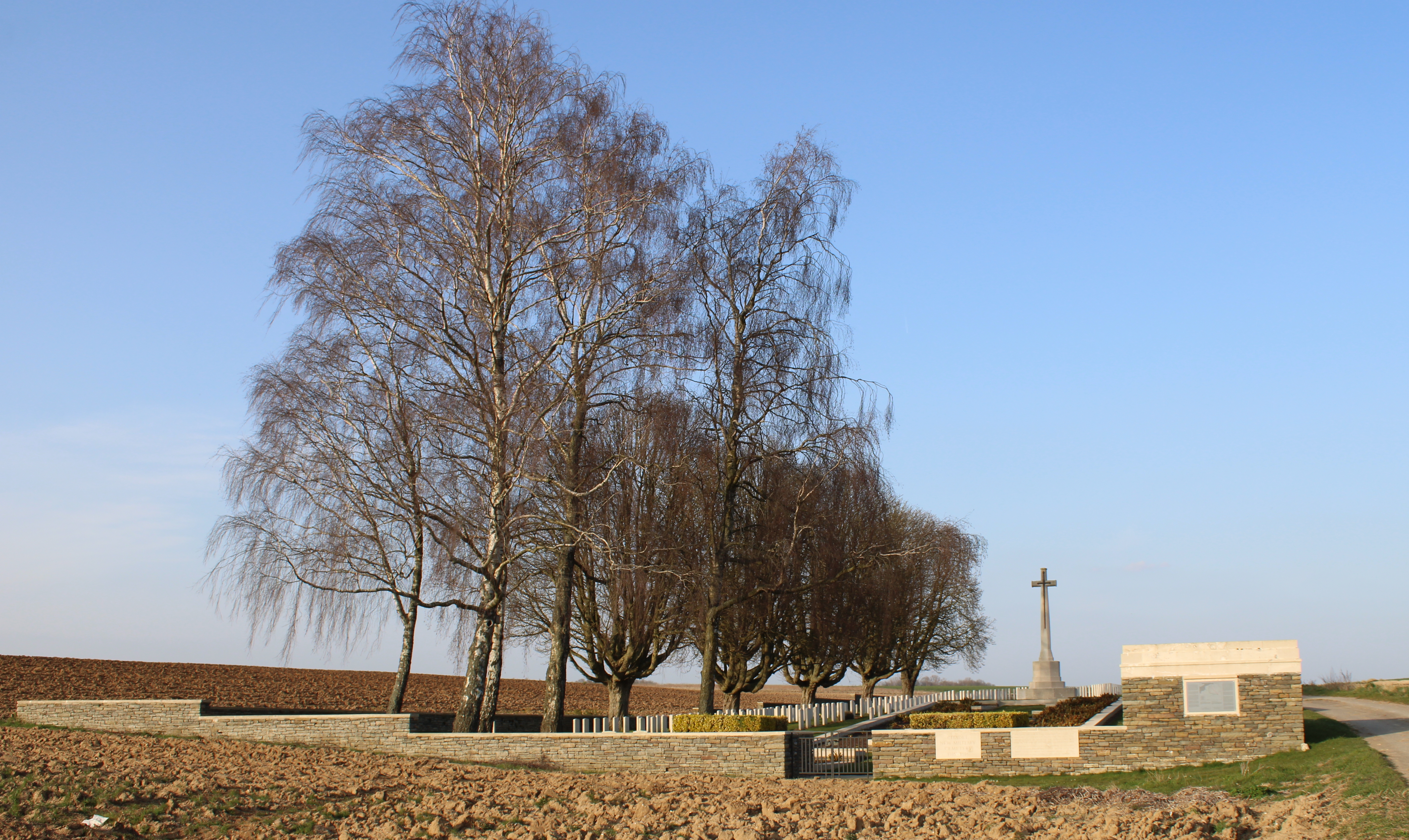
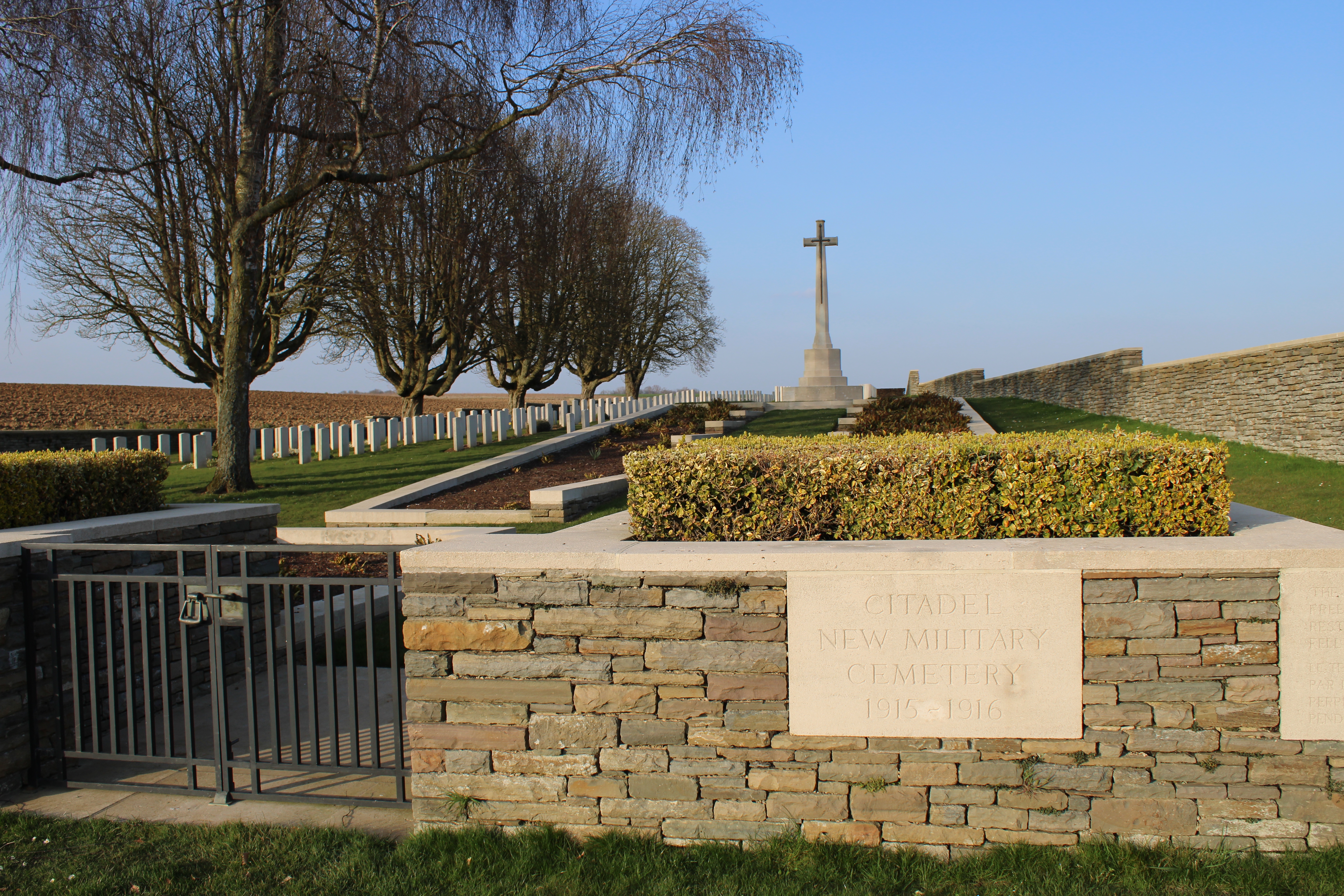

## Sépultures
| Pays        | Sépultures |
| ----------- | ---------- |
| Royaume-Uni | 380        |